# Philesturnus
Genre
Philesturnus est un genre d'oiseaux de la famille des Callaeidae.

## Répartition
Ces oiseaux sont endémiques de Nouvelle-Zélande.

## Liste des espèces
Selon la classification de référence du Congrès ornithologique international (14.2, 2024) il comporte deux espèces :
- Philesturnus rufusater (Lesson, RP, 1828) — Créadion de Lesson
- Philesturnus carunculatus (Gmelin, JF, 1789) — Créadion rounoir

## Systématique
Le nom valide complet (avec auteur) de ce taxon est Philesturnus Geoffroy Saint-Hilaire, 1832.
Philesturnus a pour synonymes :
- Creadio Cabanis, 1851
- Creadium Agassiz, 1846
- Orcadion Warlow, 1833
- Philisturus Lesson, 1837